# Víctor García (sport automobile)
Pour les articles homonymes, voir Víctor García et García.
Víctor García, né le 10 mars 1990 à Madrid, est un pilote automobile professionnel espagnol.